# Chris Klein
Frederick Christopher "Chris" Klein  född 14 mars 1979 i Hinsdale i Illinois, är en amerikansk skådespelare, kanske främst känd för rollen som Chris "Oz" Ostreicher i American Pie-filmerna. 
Han var förlovad med Katie Holmes 2003–2005; de avslutade förhållandet bara några månader innan Katie träffade Tom Cruise. Klein gifte sig med Laina Rose Thyfault i augusti 2015.

## Filmografi, i urval
- 1999 – American Pie
- 2000 – Here On Earth
- 2001 – American Pie 2
- 2001 – Skojar du, eller?
- 2002 – We Were Soldiers
- 2002 – Rollerball
- 2005 – The long weekend
- 2006 – American Dreamz
- 2007 – The Good Life
- 2007 – New York City Serenade
- 2007 – Day Zero
- 2008 – Hank and Mike
- 2009 – Play Dead
- 2009 – Street Fighter: The Legend of Chun-Li
- 2012 – The Wild Bunch
- 2012 – American Reunion
- 2025 – Fear Street: Prom Queen